# Spirit in the Sky (chanson de KEiiNO)
Pour les articles homonymes, voir Spirit in the Sky.
Chansons représentant la Norvège au Concours Eurovision de la chanson
That's How You Write a Song
(2018) Attention
(2020)
Spirit in the Sky (« Esprit dans le ciel ») est une chanson du groupe norvégien KEiiNO. Elle a remporté la pré-sélection norvégienne Melodi grand prix 2019 et représentera par conséquent la Norvège au Concours Eurovision de la chanson 2019 se déroulant à Tel-Aviv en Israël .

## À l'Eurovision
La chanson Spirit in the sky représentera la Norvège au Concours Eurovision de la chanson 2019, après que celle-ci et son interprète KEiiNO ont été sélectionnés lors de la sélection nationale à travers le concours de télé-réalité musical Melodi Grand Prix 2019.
La chanson participe à la seconde demi-finale se déroulant le 16 mai 2019.